# 下野方村
下野方村（しものがたむら）は、富山県下新川郡に存在した村。
村明は古くから『野方』と称していた地域の下部であることに由来する。

## 歴史
- 1889年4月1日 - 町村制の施行により、下新川郡住吉新村、印田新村、三田村、石垣新村、本江村の区域の一部、友道村の区域の一部及び大光寺村の区域の一部の区域をもって、下新川郡下野方村が発足する。
- 1890年 - 下野方簡易小学校開校。（後に下野方国民学校、さらに下野方小学校となったが、1955年の魚津市立本江小学校開校により廃校）
- 1936年8月21日 - 大字本江に電鉄魚津駅開業。
- 1952年4月1日 - 下新川郡魚津町、道下村、片貝谷村、加積村、経田村、天神村、上中島村、下中島村、西布施村、上野方村、下野方村及び松倉村が合併して、魚津市が発足する。下野方村の大字は魚津市の大字に継承。

## 特徴
全村農業に従事し、ワラ・ムシロ織を副業としていた。その一方で、大字本江、友道など魚津町に近い地域は、中小工場や電鉄魚津駅や魚津高等女学校（戦後は魚津西部中学校）などがあり、魚津町の街の延長としての風格が強かった。

## 歴代村長
出典→
1. 大多賀一平（1889年5月21日 - 1901年5月12日）
2. 岩崎清右衛門（1901年7月9日 - 1904年4月10日）
3. 林久松（1904年7月6日 - 1920年7月5日）
4. 小坂長右衛門（1920年7月6日 - 1928年7月5日）
5. 佐竹勘左衛門（1928年7月9日 - 1935年11月7日）
6. 稲盛与兵衛（1935年12月7日 - 1943年12月27日）
7. 林八之助（1944年1月21日 - 1946年12月14日）
8. 大村健彦（1947年4月10日 - 1952年3月31日）

## 出身の有名人
- 川原田政太郎